# Antepipona specifica
Antepipona specifica är en stekelart som först beskrevs av Moravitz 1895.  Antepipona specifica ingår i släktet Antepipona och familjen Eumenidae. Inga underarter finns listade i Catalogue of Life.